# Ham-sous-Varsberg
Pour les articles homonymes, voir Ham.
Ham-sous-Varsberg [am su vaʁsbɛʁɡ] est une commune française située dans le département de la Moselle, en région Grand Est. Elle est située dans les régions naturelles du pays de Nied et du Warndt ainsi que dans le bassin de vie de la Moselle-Est.

## Géographie

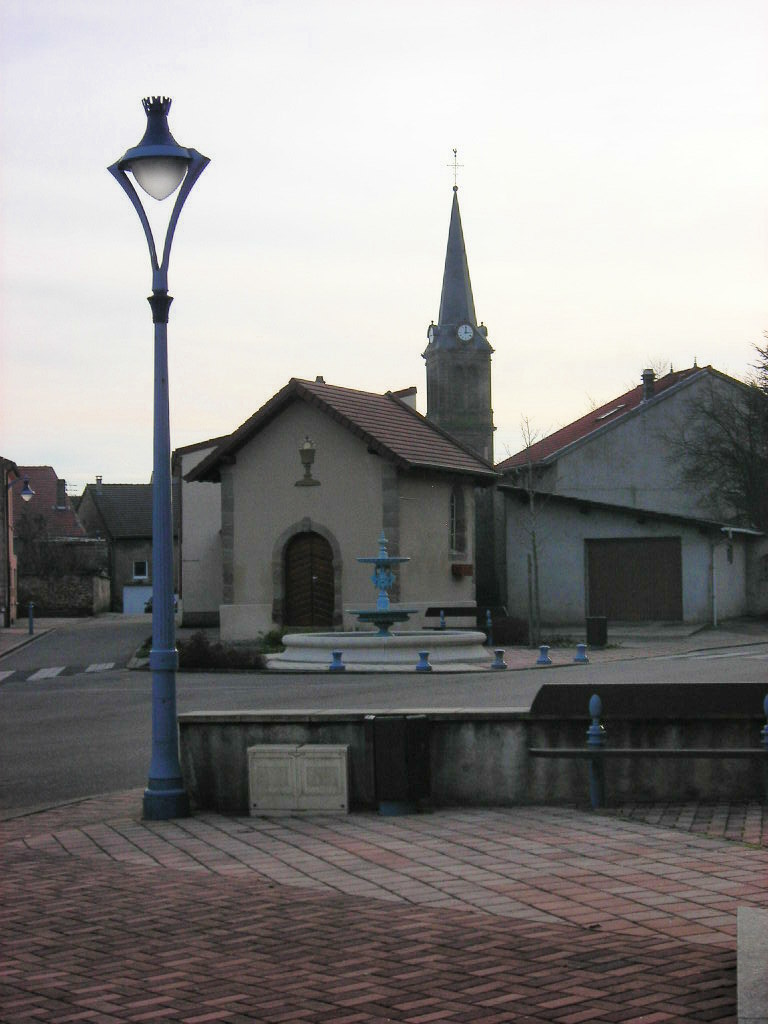
La chapelle et l’église.

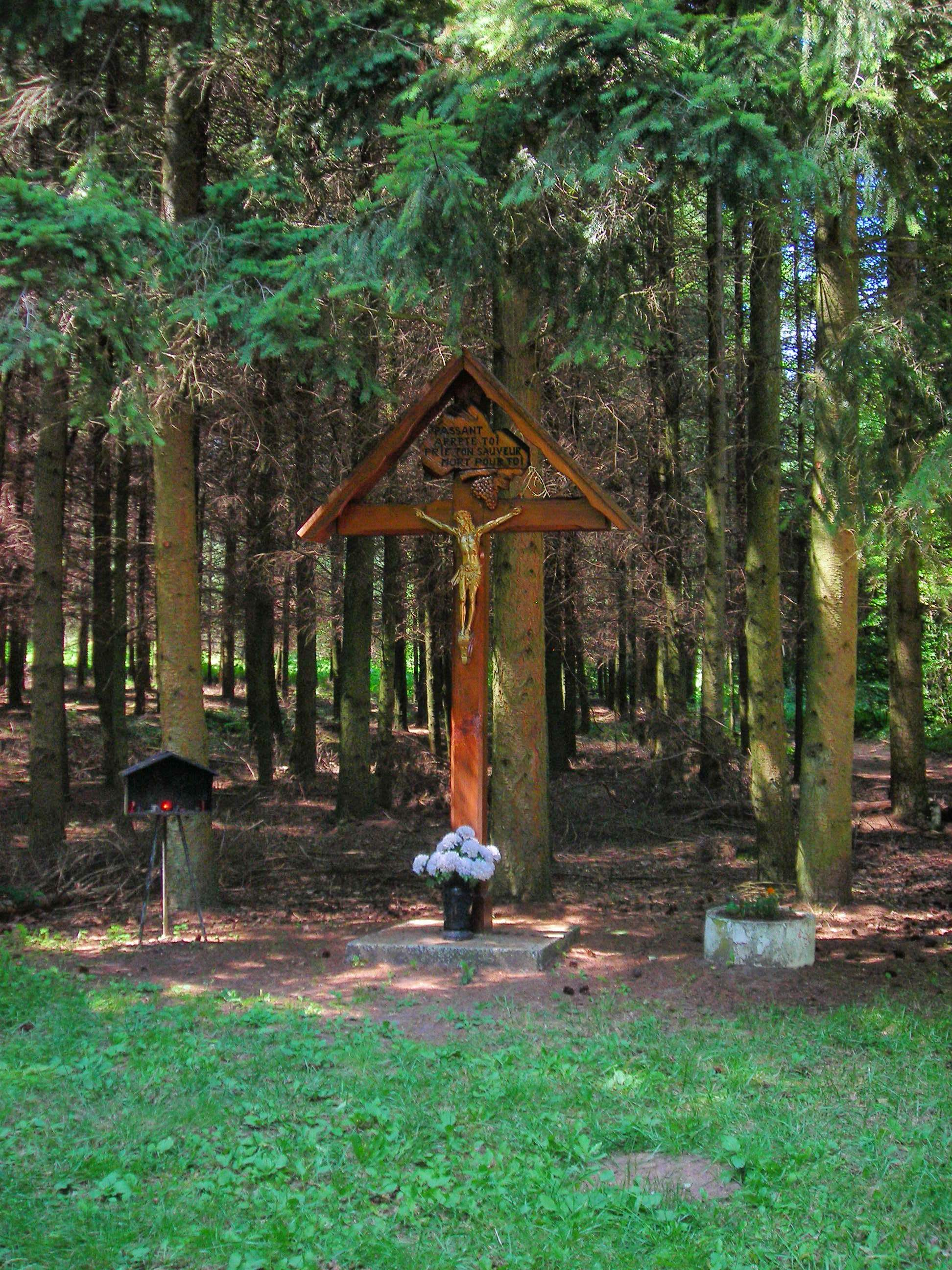
Croix de chemin dans la forêt.

Le cours d’eau de la Bisten traverse la commune. Prenant sa source sur le ban du village de Boucheporn, la rivière traverse ensuite Bisten-en-Lorraine et Varsberg avant de se diriger vers Ham et sa roselière, dans laquelle elle reçoit les eaux du ruisseau de Guerting. La Bisten prend alors la direction de Creutzwald et de sa voisine allemande Überherrn.

### Communes limitrophes
|          | Creutzwald        |            |
| Guerting | Ham-sous-Varsberg | Diesen     |
| Varsberg | Boucheporn        | Porcelette |

### Hydrographie

#### Réseau hydrographique
La commune est située dans le bassin versant du Rhin au sein du bassin Rhin-Meuse. Elle est drainée par la Bisten, le ruisseau de Guerting, le ruisseau Bruchbach et le ruisseau le Leibsbach.
La Bisten, d'une longueur totale de 15,8 km en France, est une rivière franco-allemande qui prend sa source dans la commune de Bisten-en-Lorraine et conflue avec la Sarre, en rive gauche, à Wadgassen, en Allemagne.

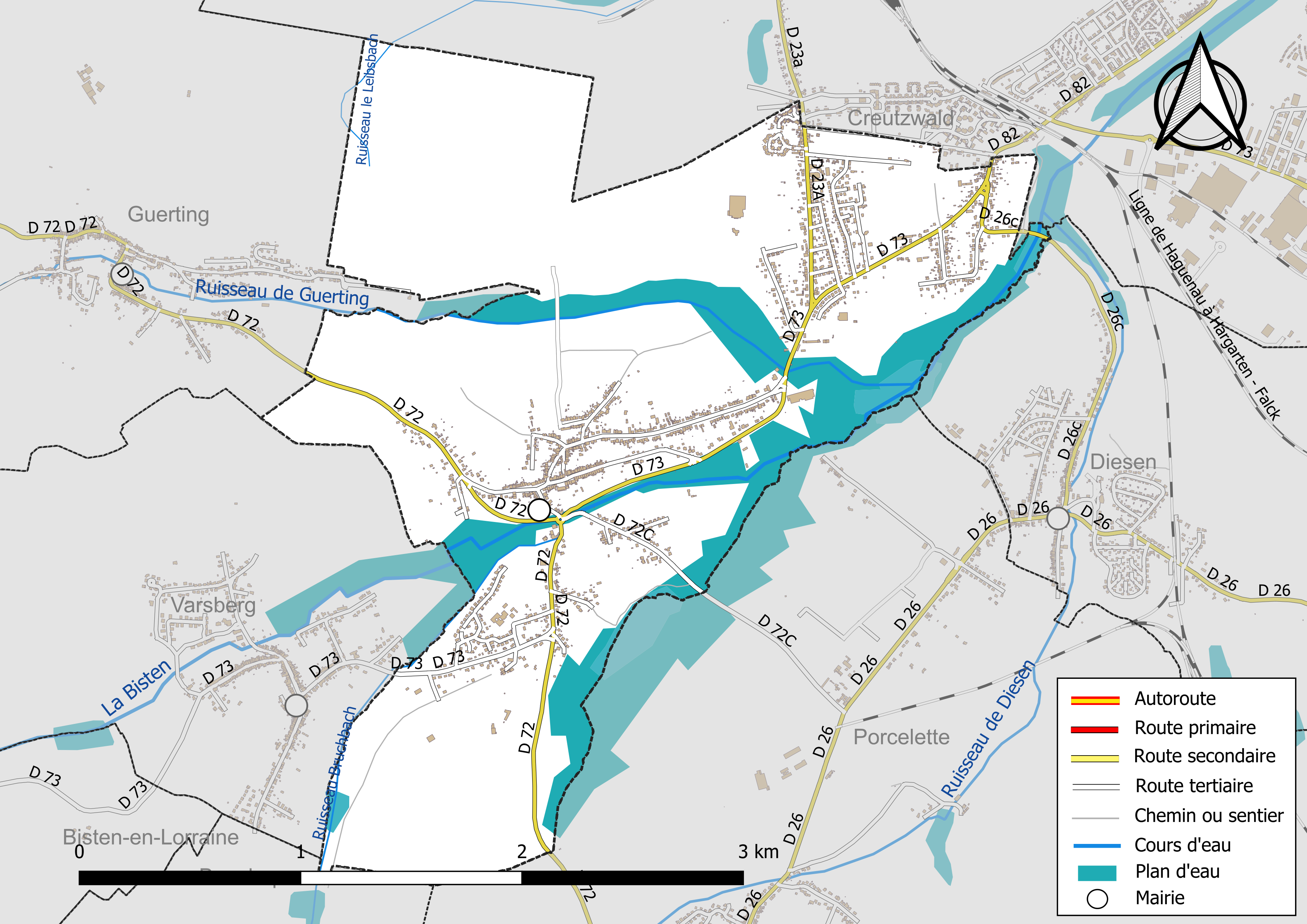
Réseaux hydrographique et routier de Ham-sous-Varsberg.

#### Gestion et qualité des eaux
Le territoire communal est couvert par le schéma d'aménagement et de gestion des eaux (SAGE) « Bassin Houiller ». Ce document de planification, dont le territoire est approximativement délimité par un triangle formé par les villes de Creutzwald, Faulquemont et Forbach, d'une superficie de 576 km2, a été approuvé le 27 octobre 2017. La structure porteuse de l'élaboration et de la mise en œuvre est la région Grand Est. Il définit sur son territoire les objectifs généraux d’utilisation, de mise en valeur et de protection quantitative et qualitative des ressources en eau superficielle et souterraine, en respect des objectifs de qualité définis dans le SDAGE  du Bassin Rhin-Meuse.
La qualité des eaux des principaux cours d’eau de la commune, notamment de la Bisten, peut être consultée sur un site dédié géré par les agences de l’eau et l’Agence française pour la biodiversité.

### Climat
Pour des articles plus généraux, voir Climat du Grand Est et Climat de la Moselle.
En 2010, le climat de la commune est de type climat océanique dégradé des plaines du Centre et du Nord, selon une étude du Centre national de la recherche scientifique s'appuyant sur une série de données couvrant la période 1971-2000. En 2020, Météo-France publie une typologie des climats de la France métropolitaine dans laquelle la commune est exposée à un climat semi-continental et est dans la région climatique  Lorraine, plateau de Langres, Morvan, caractérisée par un hiver rude (1,5 °C), des vents modérés et des brouillards fréquents en automne et hiver. 
Pour la période 1971-2000, la température annuelle moyenne est de 9,8 °C, avec une amplitude thermique annuelle de 16,9 °C. Le cumul annuel moyen de précipitations est de 821 mm, avec 11,9 jours de précipitations en janvier et 9,3 jours en juillet. Pour la période 1991-2020, la température moyenne annuelle observée sur la station météorologique de Météo-France la plus proche, « Seingbouse », sur la commune de Seingbouse à 15 km à vol d'oiseau, est de 10,5 °C et le cumul annuel moyen de précipitations est de 731,4 mm. 
La température maximale relevée sur cette station est de 37,9 °C, atteinte le 25 juillet 2019 ; la température minimale est de −17 °C, atteinte le 20 décembre 2009,,. 
Les paramètres climatiques de la commune ont été estimés pour le milieu du siècle (2041-2070) selon différents scénarios d'émission de gaz à effet de serre à partir des nouvelles projections climatiques de référence DRIAS-2020. Ils sont consultables sur un site dédié publié par Météo-France en novembre 2022.

## Urbanisme

### Typologie
Au 1er janvier 2024, Ham-sous-Varsberg est catégorisée ceinture urbaine, selon la nouvelle grille communale de densité à sept niveaux définie par l'Insee en 2022.
Elle appartient à l'unité urbaine de Creutzwald, une agglomération intra-départementale regroupant trois  communes, dont elle est une commune de la banlieue,,. Par ailleurs la commune fait partie de l'aire d'attraction de Creutzwald, dont elle est une commune du pôle principal,. Cette aire, qui regroupe 8 communes, est catégorisée dans les aires de moins de 50 000 habitants,.

### Occupation des sols
L'occupation des sols de la commune, telle qu'elle ressort de la base de données européenne d’occupation biophysique des sols Corine Land Cover (CLC), est marquée par l'importance des territoires artificialisés (31,6 % en 2018), en augmentation par rapport à 1990 (28,6 %). La répartition détaillée en 2018 est la suivante : 
zones urbanisées (31,5 %), forêts (28,5 %), zones humides intérieures (16,9 %), terres arables (10,9 %), prairies (7,2 %), zones agricoles hétérogènes (4,6 %), eaux continentales (0,2 %), mines, décharges et chantiers (0,1 %). L'évolution de l’occupation des sols de la commune et de ses infrastructures peut être observée sur les différentes représentations cartographiques du territoire : la carte de Cassini (XVIIIe siècle), la carte d'état-major (1820-1866) et les cartes ou photos aériennes de l'IGN pour la période actuelle (1950 à aujourd'hui).

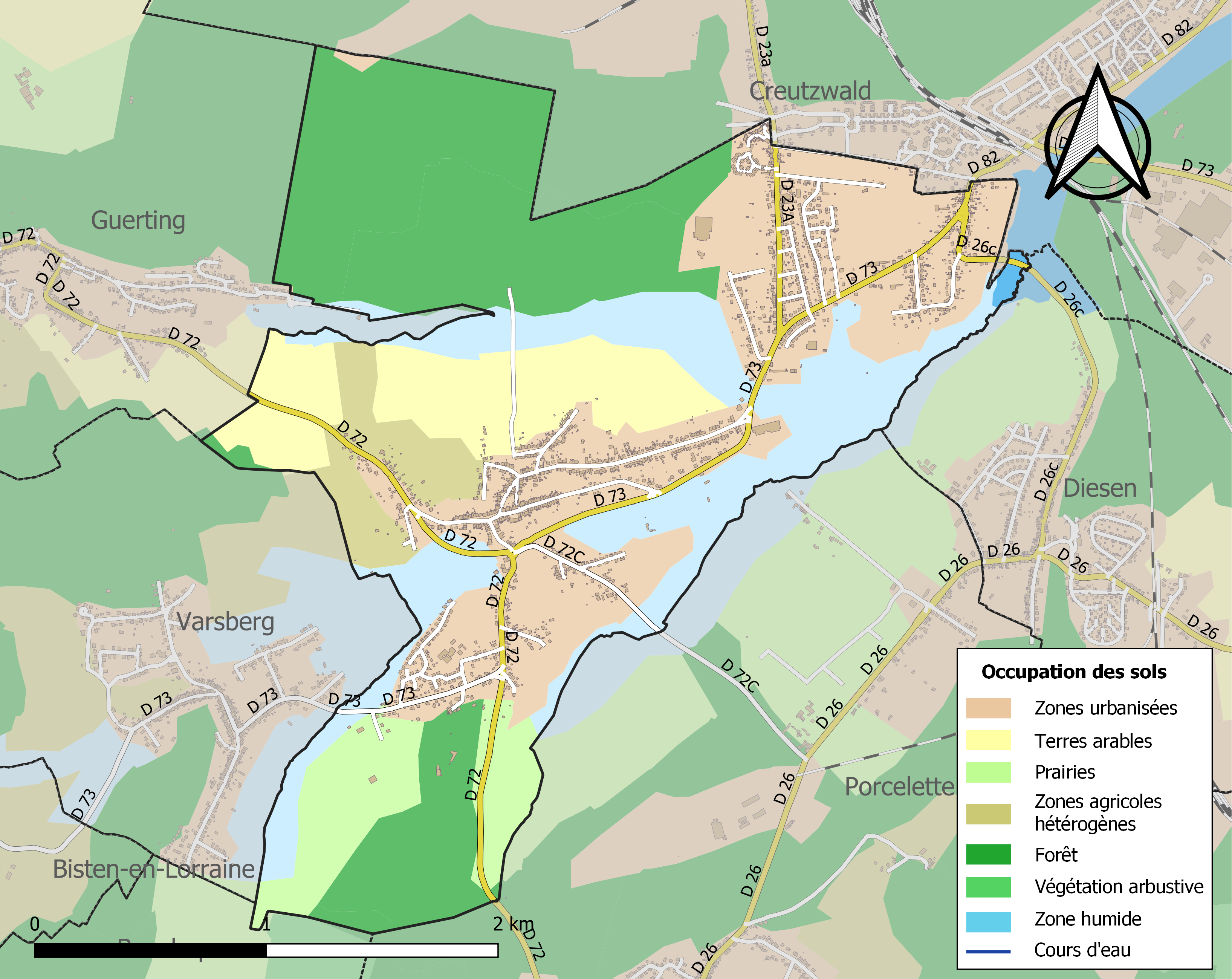
Carte des infrastructures et de l'occupation des sols de la commune en 2018 (CLC).

## Toponymie
- Hams et Hamps (1181), Hams soub Warnesperch (1231), Ham soub Warnesperch (1283), Hamen (1594), Ham sub Varsperg (1606), Hamm (XVIIIe siècle), Han (1756), Ham devant Boulay (1779), Ham (1793 et 1801), Ham unter Varsberg (1871-1918), Hamm unter Warsberg (1940–1944).
- En francique lorrain : Homm.

## Histoire
Une occupation ancienne sur le territoire de la commune est attestée par la découverte d’une nécropole romaine. Au Moyen Âge, la région est le berceau de la puissante seigneurie de Warsberg, dès le XIe siècle. Deux châteaux perchés permettaient de contrôler les vallées du Warndt. Le sire de Warsberg ayant soutenu Antoine de Vaudémont contre René d’Anjou lors de la bataille de Bulgnéville, René dévaste alors les deux châteaux.
Le vieux Warsberg, situé sur l’actuel ban du village voisin de Varsberg, n’est pas relevé. Devenu un repaire de brigands, il est détruit sur ordre de l’évêque Conrad II Bayer de Boppard. Le nouveau Warsberg est reconstruit pour sa part et demeure à la famille de Varsberg jusqu’en 1834, quand les sires de Varsberg se retirent en Autriche. Le château est alors vendu à Stoffels qui le restaure très mal ; il souffrira ensuite beaucoup de la guerre.

## Politique et administration

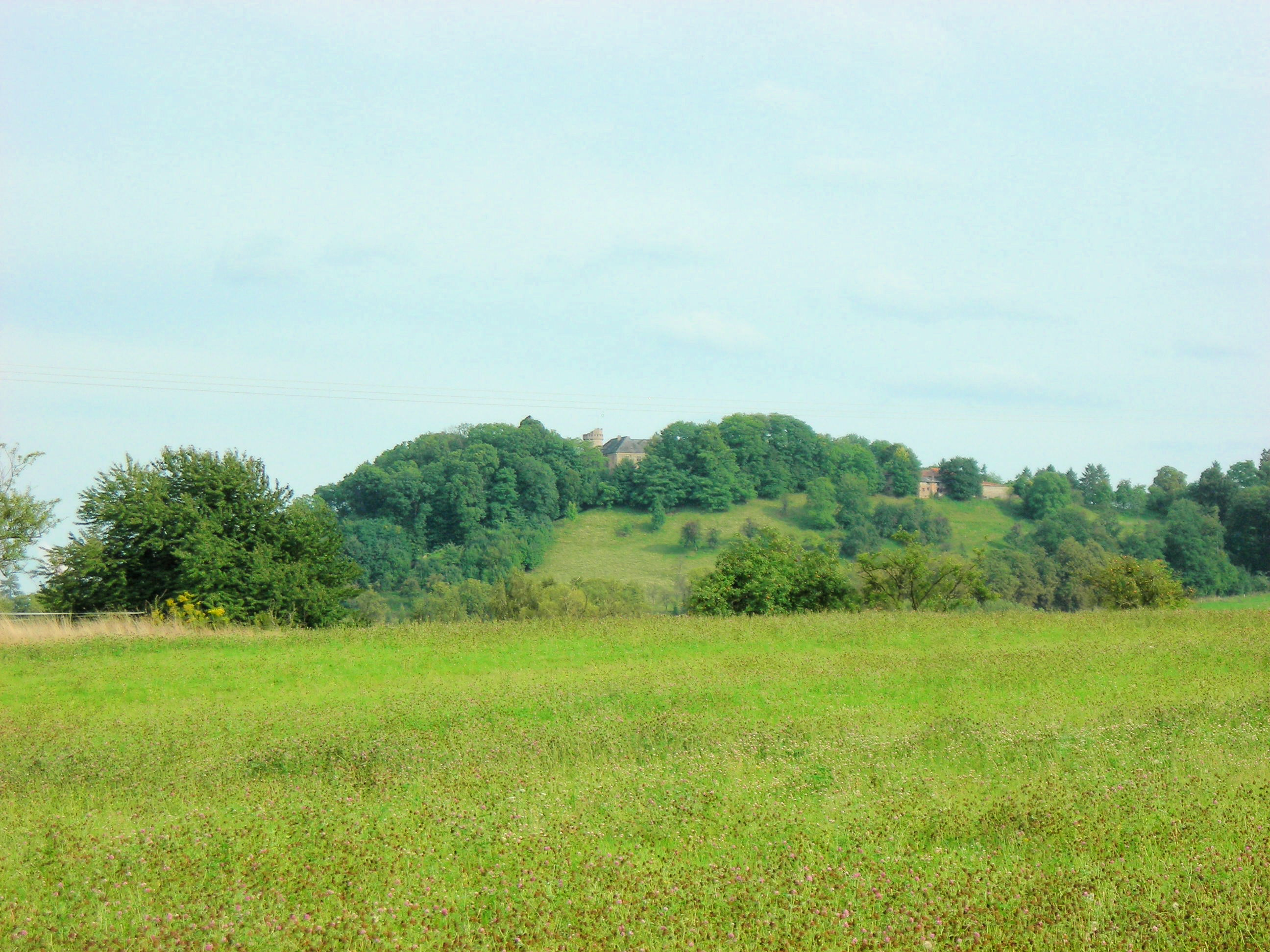
Le château du nouveau Varsberg.

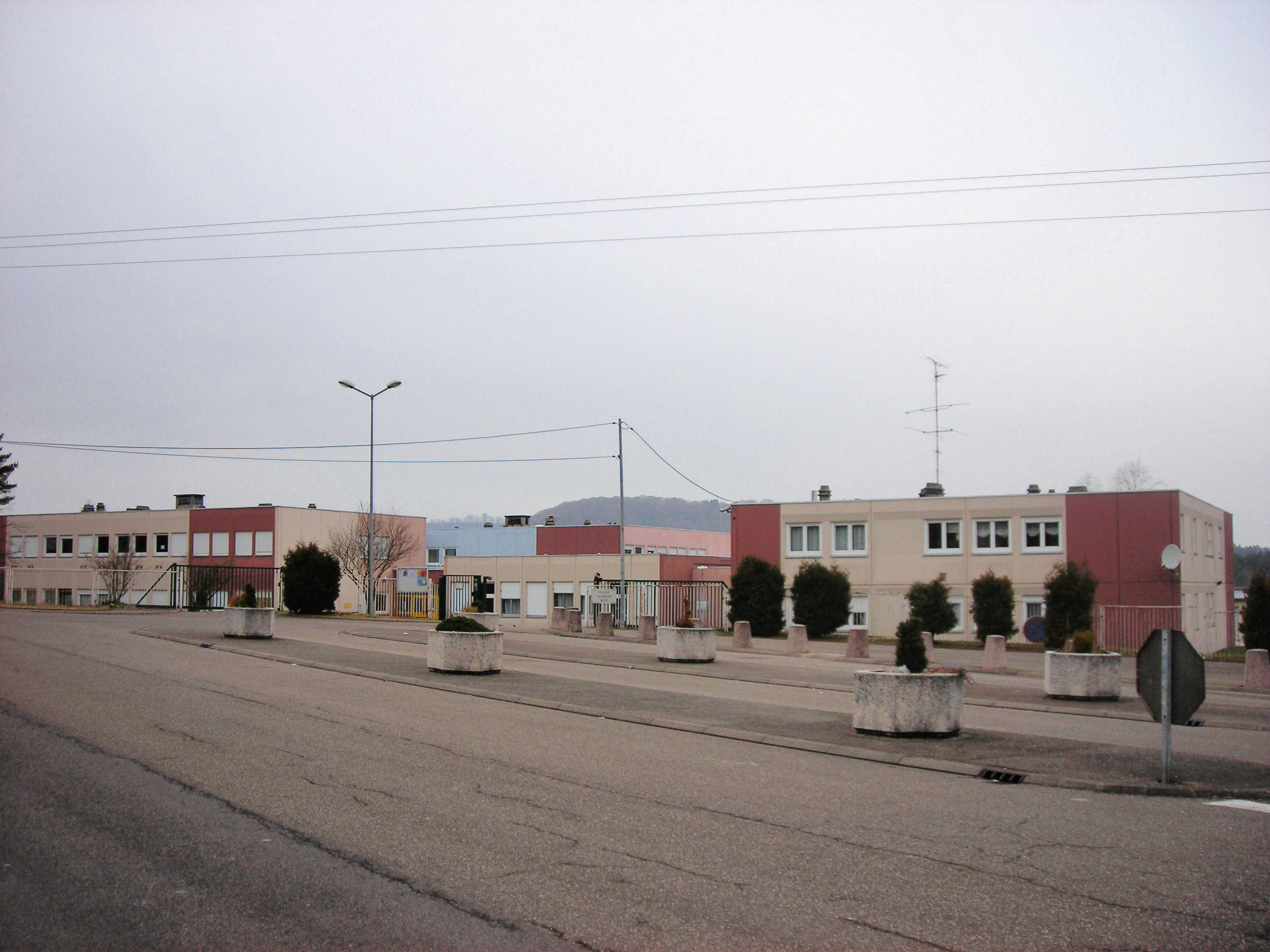
Le collège Bergpfad.

| Période                                  | Période      | Identité                    | Étiquette | Qualité                                                        |
| ---------------------------------------- | ------------ | --------------------------- | --------- | -------------------------------------------------------------- |
| 1953                                     | mars 1971    | Pierre Oulerich (1893-1973) | MRP       | Mineur Conseiller Général du canton de Boulay-Moselle          |
| mars 1971                                | juin 1995    | Joseph Albrecht             |           |                                                                |
| juin 1995                                | mars 2008    | Guido Boutter               | DVD       |                                                                |
| mars 2008                                | 22 mars 2009 | Armand Gambs                | DVD       |                                                                |
| 24 mai 2009                              | 28 mai 2020  | Valentin Beck               | UDI       | Conseiller départemental remplaçant (canton de Boulay-Moselle) |
| 28 mai 2020                              | En cours     | Edmond Bettinger            | DVD       | Gérant d'entreprise                                            |
| Les données manquantes sont à compléter. |              |                             |           |                                                                |

## Démographie
L'évolution du nombre d'habitants est connue à travers les recensements de la population effectués dans la commune depuis 1800. Pour les communes de moins de 10 000 habitants, une enquête de recensement portant sur toute la population est réalisée tous les cinq ans, les populations de référence des années intermédiaires étant quant à elles estimées par interpolation ou extrapolation. Pour la commune, le premier recensement exhaustif entrant dans le cadre du nouveau dispositif a été réalisé en 2006.

En 2022, la commune comptait 2 889 habitants, en évolution de +2,45 % par rapport à 2016 (Moselle : +0,52 %, France hors Mayotte : +2,11 %).
| 1800 | 1806 | 1821 | 1836 | 1841 | 1861 | 1866 | 1871 | 1875 |
| ---- | ---- | ---- | ---- | ---- | ---- | ---- | ---- | ---- |
| 467  | 530  | 992  | 851  | 900  | 872  | 871  | 772  | 841  |

| 1880 | 1885 | 1890 | 1895 | 1900 | 1905 | 1910 | 1921 | 1926  |
| ---- | ---- | ---- | ---- | ---- | ---- | ---- | ---- | ----- |
| 833  | 796  | 775  | 775  | 805  | 871  | 955  | 898  | 1 005 |

| 1931  | 1936  | 1946  | 1954  | 1962  | 1968  | 1975  | 1982  | 1990  |
| ----- | ----- | ----- | ----- | ----- | ----- | ----- | ----- | ----- |
| 1 603 | 1 545 | 1 649 | 2 523 | 2 115 | 2 303 | 2 549 | 2 762 | 2 801 |

| 1999  | 2006  | 2011  | 2016  | 2021  | 2022  | - | - | - |
| ----- | ----- | ----- | ----- | ----- | ----- | - | - | - |
| 2 707 | 2 732 | 2 784 | 2 820 | 2 875 | 2 889 | - | - | - |

## Culture locale et parimoine

### Lieux et monuments
- Le premier château, qualifié de Vieux château en 1258.Il se trouvait sur une colline allongée dite Geisberg, appelé aussi le petit Wernesperg ne subsiste plus qu’une tour en ruine.
- Le deuxième château de Varsberg appelé aussi le grand Wernesperg surplombe tous les environs. Il présente quelques éléments d’origine datant des XIIIe et XVe siècles, mais principalement de la restauration effectuée au cours du XIXe siècle, tels que les tours rondes, les fossés et le puits creusé dans le roc. La chapelle néo-gothique du château date de 1881 et abrite les sépultures de la famille Stoffels.

#### Édifices religieux
- L’église paroissiale, de style église-grange, est construite en 1820. Dédiée à saint Lambert, il s’agit d’un édifice à vaisseau unique avec chœur rectangulaire et clocher hors-œuvre en façade.
- La chapelle Saint-Pierre et Saint-Paul, située à proximité de l’église, date de 1663. Elle renferme des statues du XVIe siècle, représentant saint Pierre et saint Paul.

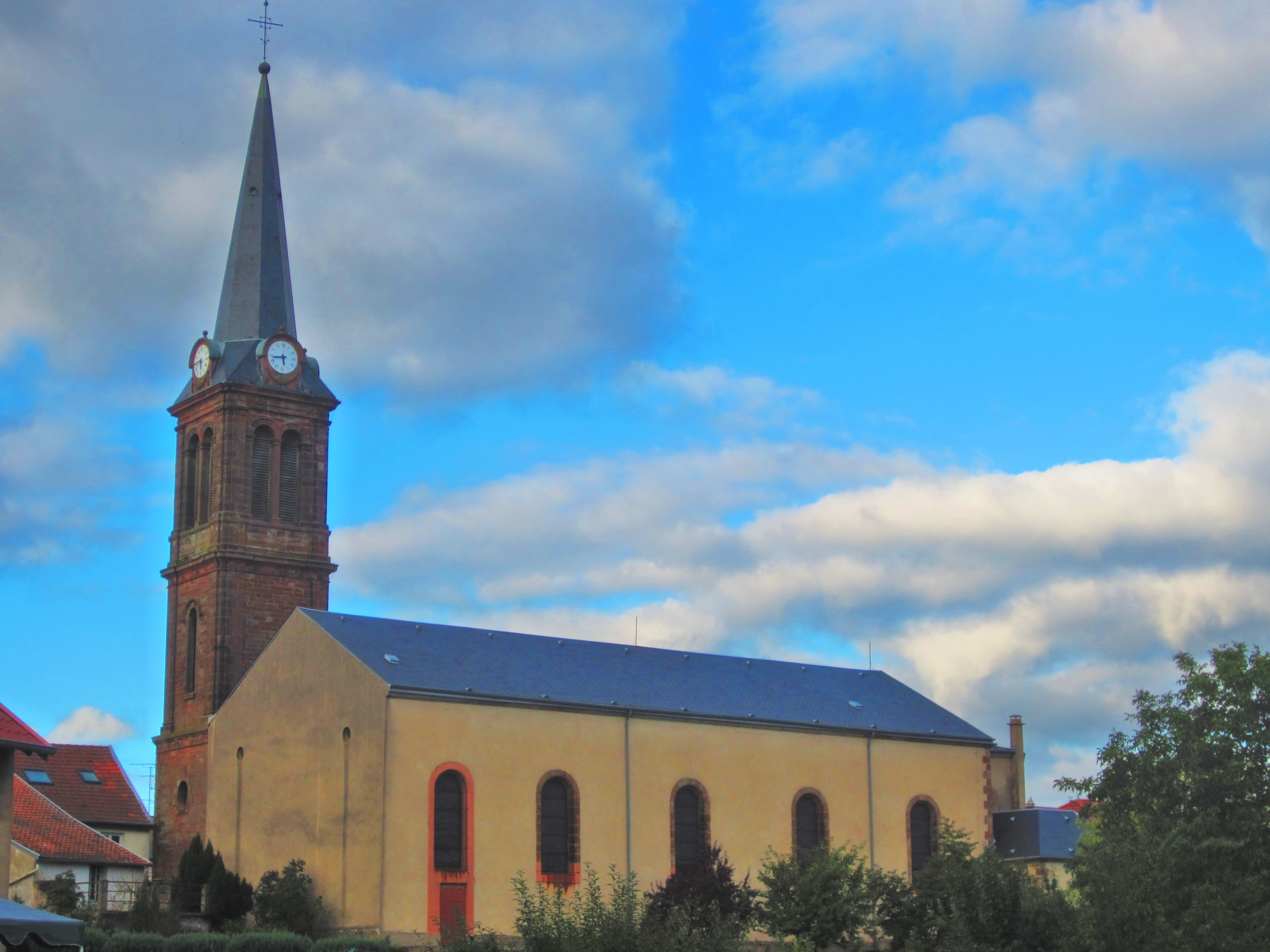
Église Saint-Lambert
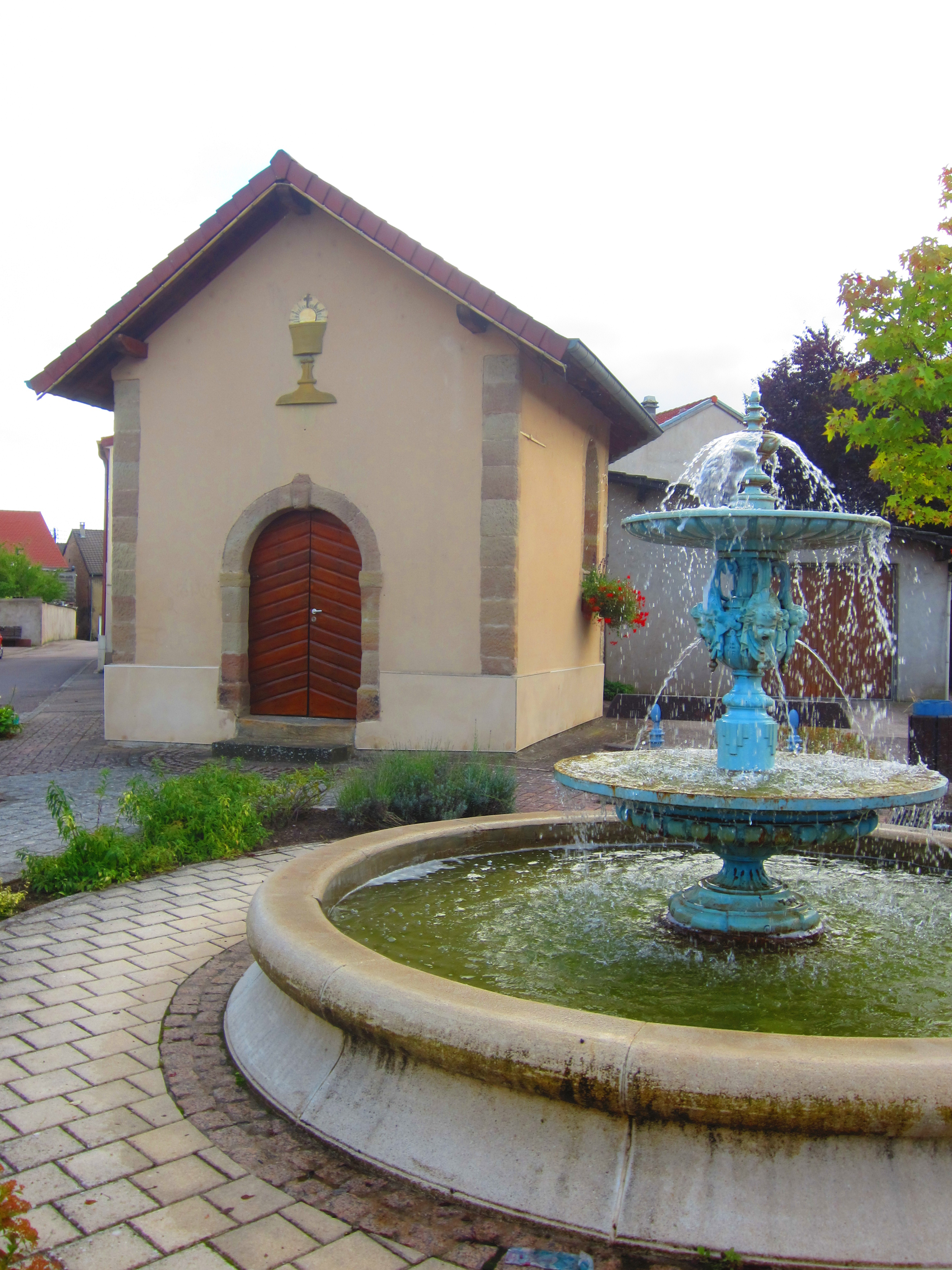
Chapelle Saint-Pierre et Saint-Paul

### Héraldique
| Blason de Ham-sous-Varsberg | Blason  | De sable au lion d'argent, couronné d'or, tenant une lance du même. |
| Blason de Ham-sous-Varsberg | Détails | Le statut officiel du blason reste à déterminer.                    |